# Могер, Гарри
Ге́нри Ге́рберт Мо́гер (англ. Henry Herbert Moger; сентябрь 1879, Саутгемптон — 16 июня 1927, Манчестер), более известный как Га́рри Мо́гер (англ. Harry Moger) — английский футболист, вратарь.

## Футбольная карьера
Могер родился и вырос в Саутгемптоне, где работал слесарем, параллельно играя в футбол в местном клубе «Форест Свифтс». В 1898 году он перешёл в клуб «Фримантл». В 1899 году Могер был дисквалифицирован на два месяца, так как продолжал играть за любительский клуб «Форест Свифтс», будучи зарегистрированным в профессиональном клубе «Фримантл».

### «Саутгемптон»
Летом 1900 года Могер перешёл в «Саутгемптон», но большую часть времени своего пребывания в клубе провёл в качестве ученика игрока сборной Англии Джека Робинсона, подменяя его в воротах клуба в случае необходимости. Могер был высоким и худощавым вратарём, особенно хорошо играя кулаками на выходах. Из-за того, что Робинсон был первым номером в «Саутгемптоне», Могер провёл лишь 14 матчей в Южной лиге за три года пребывания в клубе.

### «Манчестер Юнайтед»
В мае 1903 года Гарри Могер перешёл в «Манчестер Юнайтед». Он выступал в «Юнайтед» до 1912 года, когда он принял решение о завершении карьеры. За свою карьеру в «Юнайтед» Могер провёл 264 матча и выиграл чемпионский титул в сезонах 1908/09 и 1910/11, а также Кубок Англии в 1909 году

## Достижения
Манчестер Юнайтед
- Чемпион Первого дивизиона (2): 1907/08, 1910/11
- Обладатель Кубка Англии: 1909
- Обладатель Суперкубка Англии: 1908

## Первая мировая война
Могер принимал участие в Первой мировой войне. Служил в качестве пулемётчика в Королевской гарнизонной артиллерии.